# Kas (rivière)
Pour les articles homonymes, voir Kas.
Le Kas (en russe : Кас) est une rivière de Russie qui coule dans le krai de Krasnoïarsk en Sibérie. C'est un affluent direct de l'Ienisseï en rive gauche.

## Géographie
Le Kas prend sa source dans la partie occidentale du krai de Krasnoïarsk, non loin de la limite de l'oblast de Tomsk, dans la partie orientale de la plaine de Sibérie occidentale. Après sa naissance, la rivière prend la direction du nord-ouest, se rapprochant ainsi du bassin versant de l'Ob. À mi-parcours cependant, le Kas effectue une boucle qui lui fait prendre la direction du nord-est. Après un parcours riche en méandres au sein de la grande forêt sibérienne, il se jette dans l'Ienisseï en rive gauche, à 10 kilomètres en aval de la petite localité de Nijne Chadrino.
La rivière est prise dans les glaces depuis début novembre jusqu'à la mi-mai.

### Canal Ket-Kas
Le Kas communique avec la Ket (affluent de l'Ob) par l'intermédiaire du canal Ket-Kas qui relie son affluent principal, le Maly Kas (Малый Кас) à la Ket.

## Hydrométrie - Les débits mensuels à Alexandrovski
Le Kas est une rivière petite mais assez abondante. Son débit a été observé pendant 40 ans (durant la période 1951-1993) à Alexandrovski, petite localité située à 197 kilomètres en amont de son confluent avec l'Ienisseï . 
Le débit inter annuel moyen ou module observé à Alexandrovski sur cette période était de 53,5 m3/s pour une surface de drainage de 7 640 km2, soit quelque 68 % du bassin versant de la rivière qui en compte 11 200.
La lame d'eau écoulée dans ce bassin versant se monte ainsi à 221 millimètres par an, ce qui peut être considéré comme moyennement élevé, du moins dans le cadre de la plaine sibérienne caractérisée par un écoulement généralement plus modéré. 
Cours d'eau alimenté en grande partie par la fonte des neiges, mais aussi par les pluies d'été et d'automne, le Kas a un régime nivo-pluvial. 
Comme presque partout en Sibérie, les hautes eaux se déroulent au printemps, aux mois de mai et de juin, et correspondent au dégel et à la fonte des neiges. En juillet, le débit diminue, et cette baisse s'accélère en août, puis se stabilise a un niveau assez soutenu, tout au long du reste de l'été et du début de l'automne. En novembre, le débit baisse à nouveau, ce qui constitue le début de la période des basses eaux. Celle-ci a lieu de décembre à avril inclus, et correspond aux gelées intenses qui s'abattent sur le pays entier. 
Le débit moyen mensuel observé en mars (minimum de l'année) est de 20,7 m3/s, soit près de 10 % du débit moyen du mois de mai (211 m3/s), ce qui montre l'amplitude assez modérée des variations saisonnières, caractéristiques des régions de forêt humide et marécageuse de la grande plaine sibérienne.
Sur la durée d'observation de 40 ans, le débit mensuel minimal a été de 16,7 m3/s en mars 1954, tandis que le débit mensuel maximal s'élevait à 301 m3/s en mai 1979. Des débits mensuels inférieurs à 18 m3/s sont rares.
En ce qui concerne la période libre de glaces (de juin à octobre inclus), le débit mensuel minimal observé a été de 23,6 m3/s en octobre 1982. 